# فولکس‌واگن کدی
فولکس‌واگن کدی (Volkswagen Caddy) خودرویی است که از سال ۱۹۸۰ تا کنون تولید شده‌است. طراحی آن موتور جلو، خودرو محور جلو بوده است.

## نگارخانه

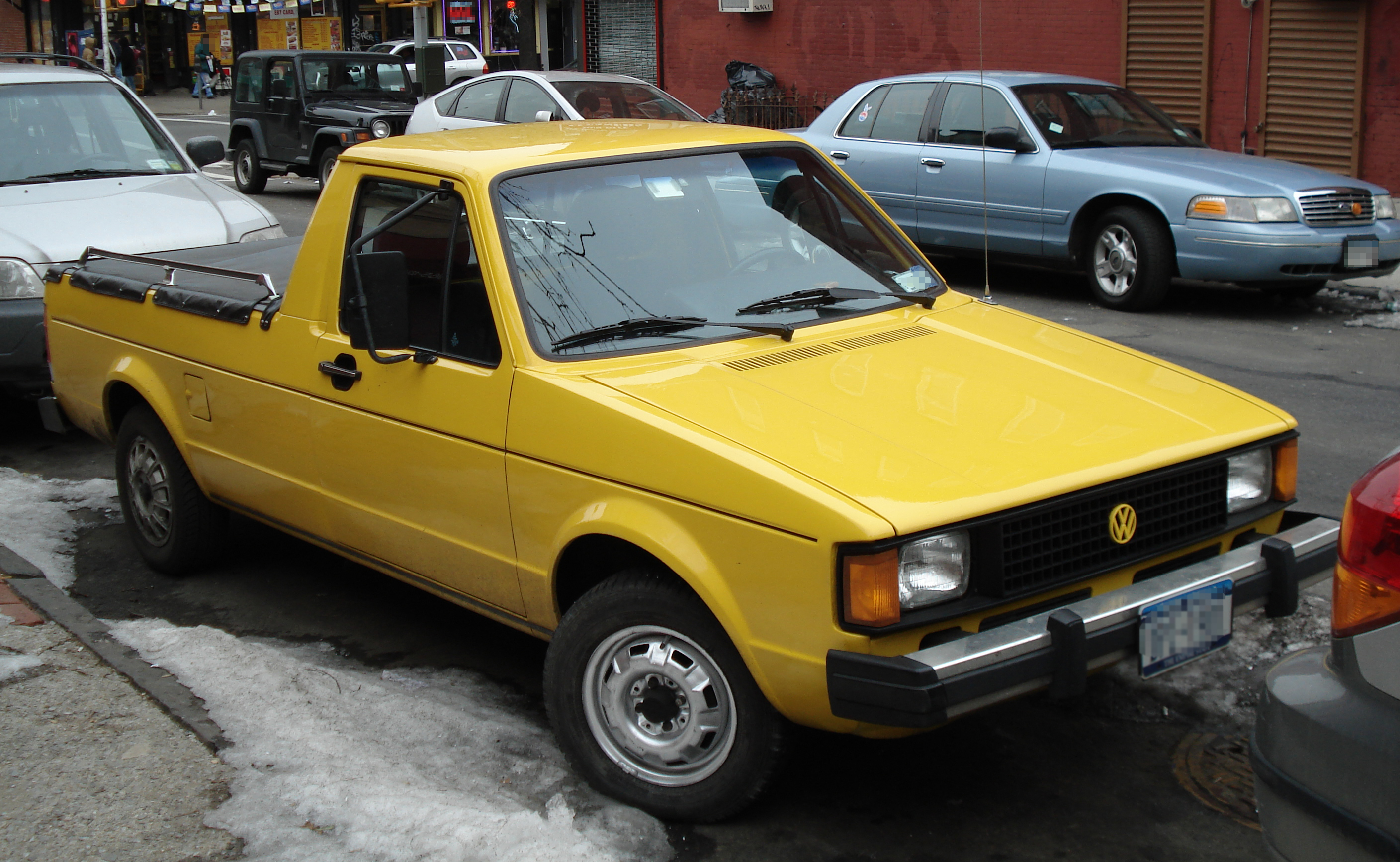
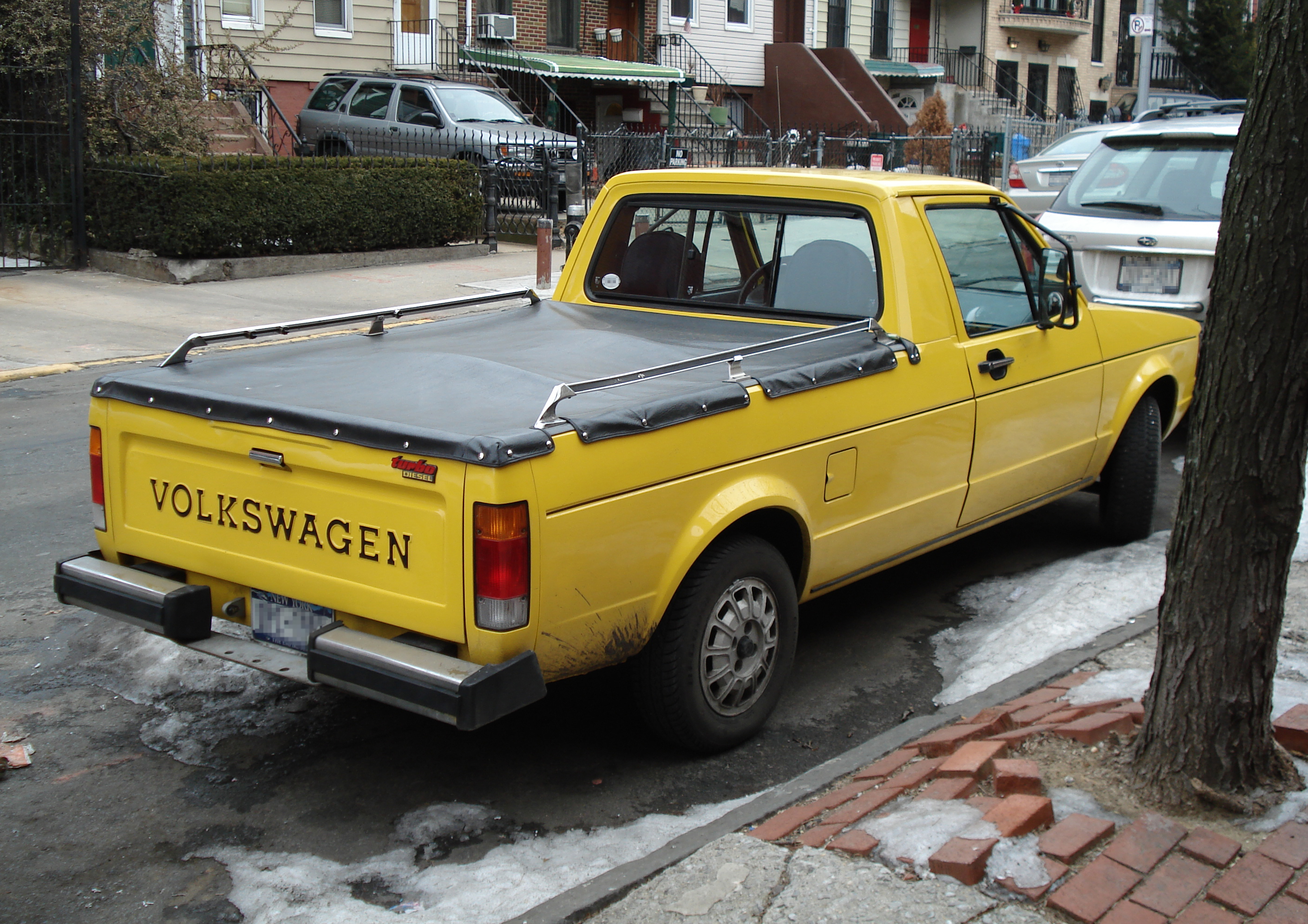
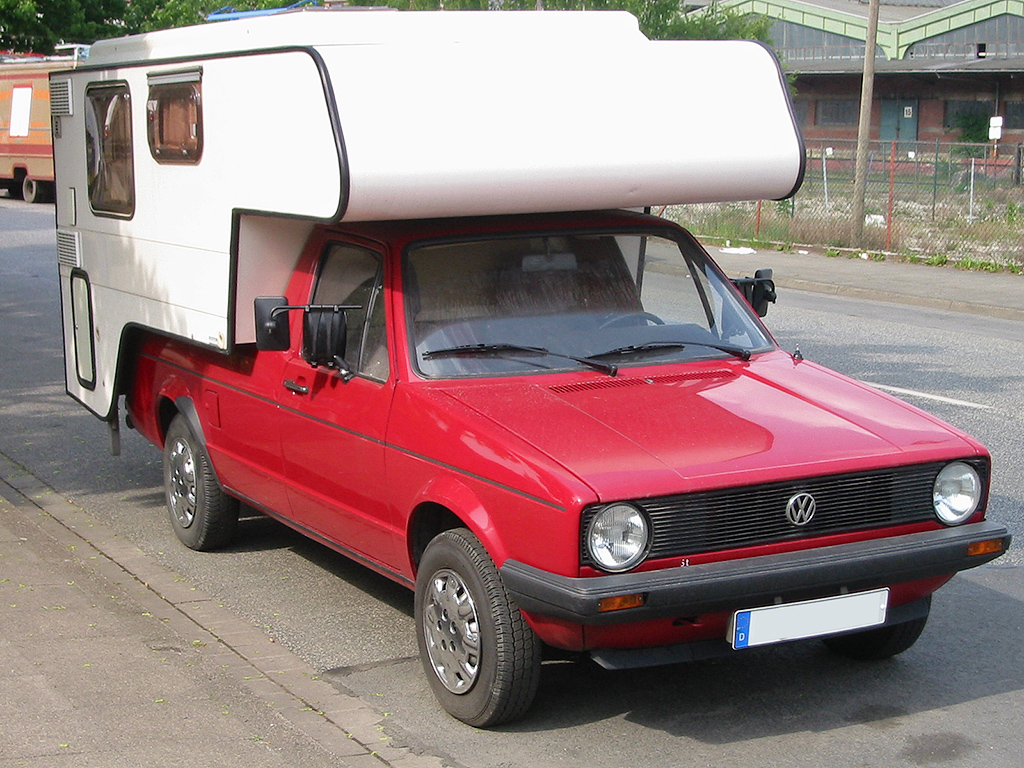